# Cork Hill
Cork Hill – miejscowość na wyspie Montserrat (Karaiby). Populacja liczy 732 mieszkańców.